# Орел Іван Зіновійович
Іван Зіновійович Орел (10 жовтня 1926, хутір Петрівське (Петровського), тепер Самарівського району Дніпропетровської області — ?) — український радянський діяч, завідувач відділу пропаганди і агітації ЦК КПУ. Депутат Верховної Ради УРСР 8-го скликання. Член ЦК КПУ в 1971—1976 роках. Кандидат історичних наук.

## Біографія
Народився в селянській родині.
У листопаді 1943 — січні 1950 року — в Радянській армії. Служив у 53-му запасному артилерійському полку та 52-му запасному стрілецькому полку Харківського військового округу.
Після демобілізації закінчив вечірню школу. Працював секретарем комітету ЛКСМУ заводу в місті Полонному Кам'янець-Подільської (тепер — Хмельницької) області.
У 1951—1956 роках — студент Київського державного університету імені Шевченка.
Член КПРС з 1953 року.
У 1956—1959 роках — аспірант Київського державного університету імені Шевченка. Захистив кандидатську дисертацію.
У 1960—1967 роках — інструктор, завідувач сектору, в 1967—1970 роках — 1-й заступник завідувача відділу пропаганди і агітації ЦК КПУ.
У 1970—1973 роках — завідувач відділу пропаганди і агітації ЦК КПУ.
Подальша доля невідома.

## Звання
- майор

## Нагороди та відзнаки
- медаль «За перемогу над Німеччиною у Великій Вітчизняній війні 1941—1945 рр.» (1945)